# 海から上がるヴィーナス (シャセリオー)

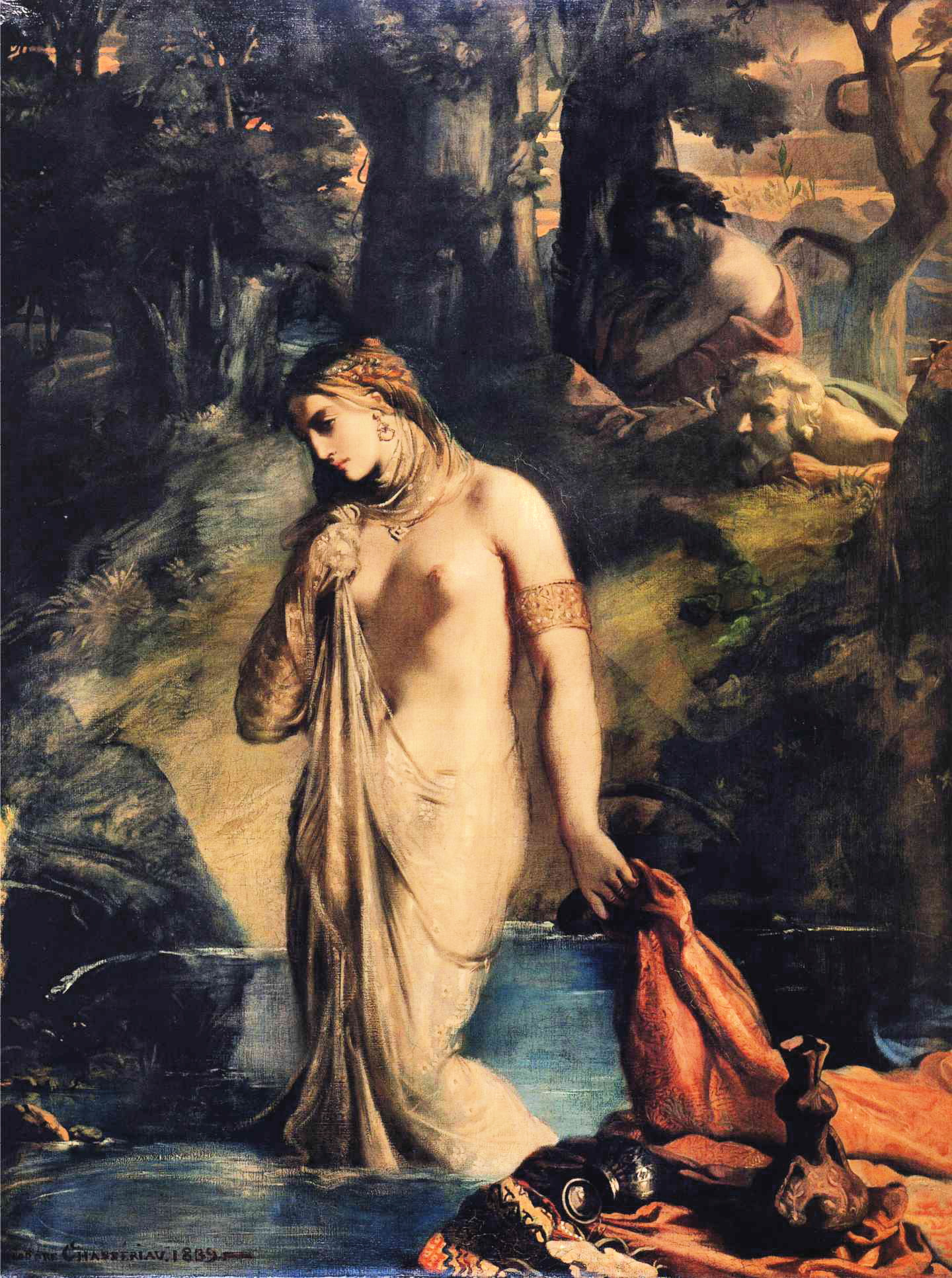
1839年の『水浴のスザンナ』。『海から上がるヴィーナス』とともにその年のサロンに出品された。ルーヴル美術館所蔵。

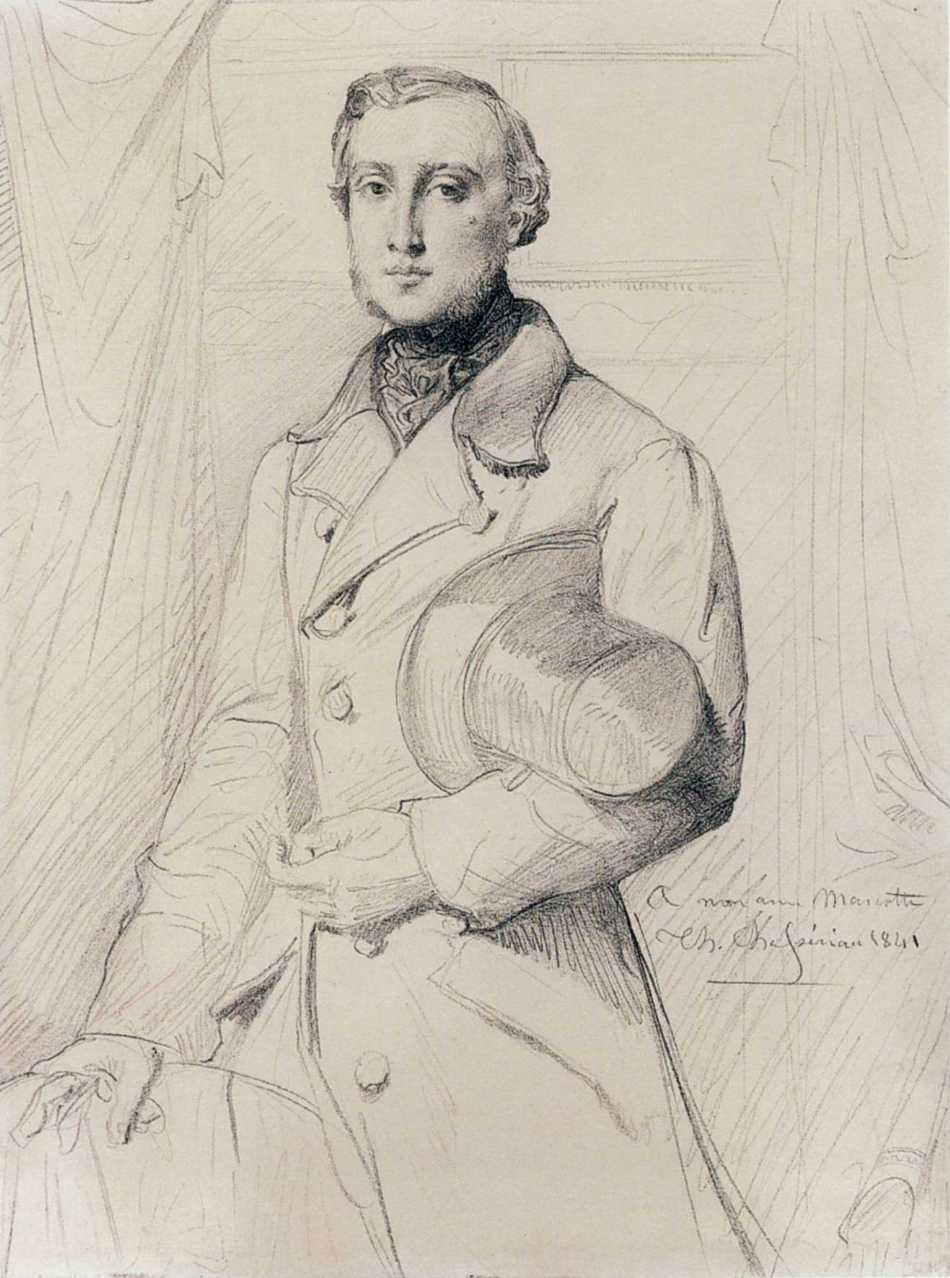
ルイ・マルコット・ド・キヴィエール（シャセリオー画、1841年）。

『海から上がるヴィーナス』（うみからあがるヴィーナス、仏: Vénus Anadyomène）は、19世紀のフランスの画家テオドール・シャセリオーが1838年に制作した絵画である。主題はギリシア神話の愛と美の女神アプロディテ（ヴィーナス）の誕生である。『旧約聖書』の「ダニエル書」に主題をとった『水浴のスザンナ』（Suzanne au bain）とともに翌年のサロンに出品された。シャセリオーが本作品を描いたとき弱冠19歳であり、サロンに出品されると人々は、その早熟な才能と技量に驚嘆し、『水浴のスザンナ』以上の好評を博しただけでなく、テオフィール・ゴーティエら批評家たちの注目を集め、小説家バルザックに購入できなかったことを悔やませた。1844年に本作品のリトグラフが制作されたほか、1900年にはパリ万国博覧会に出品された。現在はパリのルーヴル美術館に所蔵されている。

## 作品
夜明けの光に照らされる海岸に1人の女性が立っている。彼女が誕生したばかりのヴィーナスであることは足元に描かれた二枚貝の貝殻によって示されている。ヴィーナスは海水を含んで重くなった長髪を両手でつかみ上げ、海水を絞っている。画面右前方からの陽光はヴィーナスの白い肌をひときわ輝かせており、反対にうつむいた顔に淡い影がかかる様子はどこか物悲しく憂いに満ちている。シャセリオーは柔らかい影で身体に丸みを与えており、さらに空と中景を暗くし、遠景と近景（それもヴィーナスの足元だけ）に陽光を当てることで、ドラマチックな光と影の効果を与えるとともにヴィーナスを画面から浮かび上がらせている。
新古典主義の巨匠ドミニク・アングルのもとで学び、その才能を愛されたシャセリオーだが、アングルの絵画に特徴的な正面性もデッサンと線への強いこだわりも本作品には見られず、5年前にフランスを去った師の影響よりもむしろ後に傾倒を深めるロマン主義の巨匠ウジェーヌ・ドラクロワの影響を認めることが出来る。構図はティツィアーノやアングルと同様に縦のヴィーナスと横の水平線を組み合わせたシンプルなものだが、正方形に近い横に広いキャンバスにヴィーナスを描くことで空間はより開放的になり、背景を描くことによって神話の女神を描いただけにとどまらない神話的抒情性を作品に与えている。
本作品と『水浴のスザンナ』はともに水辺に立つ女性を描いており、右を向いてうつむいたポーズを取っている点でよく似た作品といえるが、対照的な点も多い。たとえば生まれたばかりヴィーナスに対し、スザンナは既婚の豊満な女性である。また本作品の舞台が開放的な海辺であるのに対し、『水浴のスザンナ』は森の中の泉である。さらに穢れのない女神と好色な2人の老人の視線にさらされるスザンナという点も対照的である。両腕を上げた裸婦像はシャセリオーが好んだモチーフで、これ以降も『エステルの化粧』（La Toilette d'Esther, 1841年）、『アポロンとダプネ』（Apollon et Daphné, 1844年）、『テピダリウム』（Tepidarium, 1853年）といった作品に見ることが出来る。イメージの源泉についてはヴィクトル・ユーゴーの『東方詩集』（1829年）の「水浴するサラ」やアルフレッド・ド・ミュッセの詩集『ローラ』（Rolla, 1833年）の詩句との関連性も指摘されている。

## 習作
1点の油彩画習作が知られている。 タブローと比較するとヴィーナスのポーズはほぼ同じだが、より直線的な立像となっている。また遠景に島は描かれておらず、画面全体が明るい。現在はパリの個人蔵。

## 来歴
1848年まで美術コレクターであり、シャッセリオーのパトロンであり友人であったルイ・マルコット・ド・キヴィエール、1900年までその子ピエール・マルコット・ド・キヴィエール（Pierre Marcotte de Quivières）、さらにその後アルフレッド＝エマニュエル・ルイ・ブールドレーのコレクションの一部に含まれていた。1919年に所有者が死去すると、翌1920年、ブールドレー家はグルジアの貴族の出身であり石油採掘で成功したジャック・ズヴァーロフ（Jacques Zoubaloff）に『海から上がるヴィーナス』を売却した。ズヴァーロフはその年のうちにルーヴル美術館に寄贈し、以後同美術館に収蔵されている。

## ギャラリー

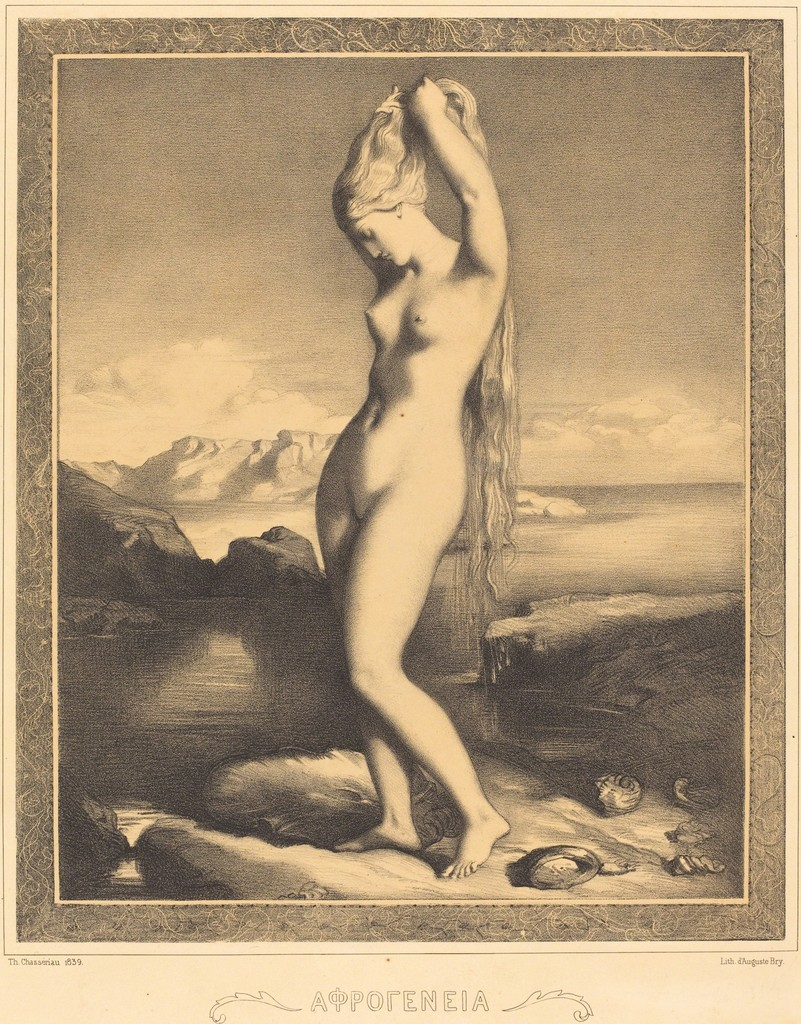
『海から上がるヴィーナス』のリトグラフ。
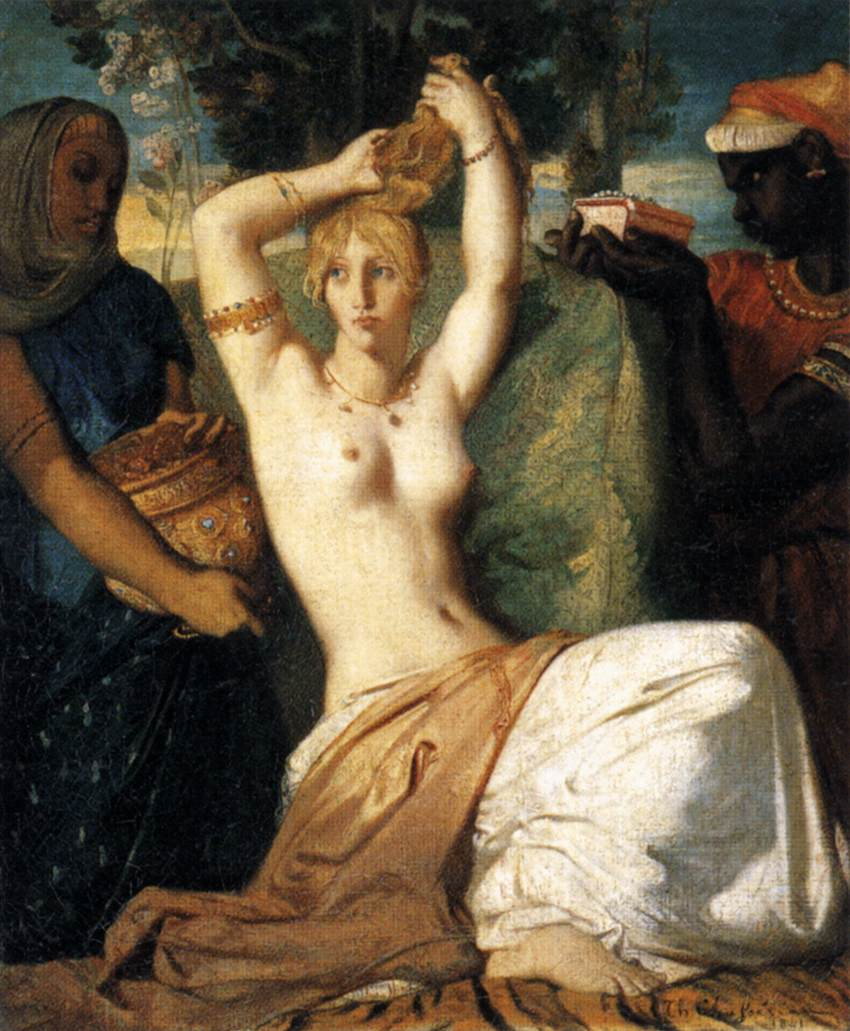
『エステルの化粧』（1841年）ルーヴル美術館所蔵
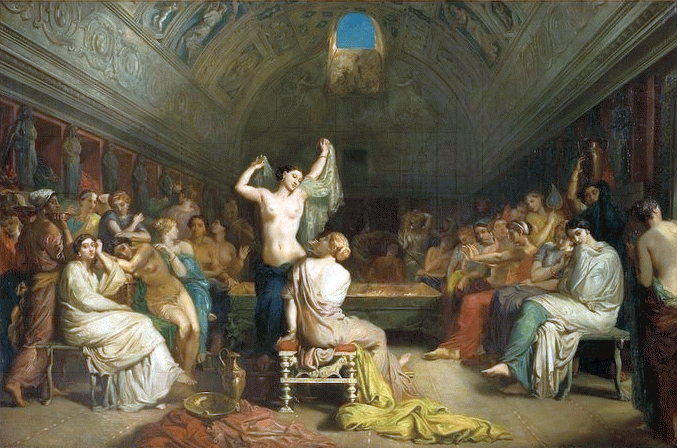
『テピダリウム』（1853年）オルセー美術館所蔵